# Auguste Miquel
Pour les articles homonymes, voir Miquel.
Louis Joseph Augustin Miquel, connu sous le nom d'Auguste Miquel, né le 8 février 1816 à Albi et mort le 1er mars 1851 au Vigan, est un mathématicien français auteur de plusieurs théorèmes de géométrie plane concernant des cercles et des polygones.
Démocrate socialiste, il a été membre de la Montagne.

## Biographie
Auguste Miquel fait des études de lettres puis de sciences au lycée de Toulouse en 1834-1835. Il prépare le concours d'entrée à l'école normale supérieure à Paris dans l'institution Barbet, institution privée parisienne préparant aux concours des grandes écoles. C'est durant cette période qu'il contribue à un journal de mathématiques éphémère publié en 1836, Le Géomètre, proposant des étapes de démonstration d'un théorème de Jakob Steiner sur le quadrilatère complet. C'est dans ce journal qu'il propose la première version de son théorème publié ensuite en 1838 dans le Journal de mathématiques pures et appliquées de Liouville.
Il échoue au concours d'entrée à l'école normale supérieure mais trouve un poste de régent (professeur adjoint) de mathématiques à Nantua. Il publie dans le journal de Liouville plusieurs articles concernant la théorie des courbes et les intersections de cercles et de sphères qui le font remarquer par Antoine-Augustin Cournot. Il enseigne à Saint-Dié puis à Castres (1840) tout en continuant à publier dans le journal de Liouville.
En 1842 et 1844-1846, il prend des congés pour écrire des réflexions politico-sociales sur le corps social. Professeur à Bagnols-sur-Cèze puis au Vigan, il s'engage dans le comité montagnard de cette dernière ville. Une pétition à laquelle il participe organisée pour protester contre l'expédition de répression sur la République romaine de 1849 lui vaut d'être suspendu,.
Il meurt le 1er mars 1851 au Vigan à l'âge de 35 ans.

## Publications
- En mathématiques
  - Auguste Miquel, « Sur quelques questions relatives à la théorie des courbes », Journal de mathématiques pures et appliquées,‎ 1838, p. 202 (lire en ligne)
  - A. Miquel, « Théorèmes de géométries », Journal de mathématiques pures et appliquées,‎ 1838, p. 485 (lire en ligne)
  - Mémoire de Géométrie
    - Auguste Miquel, « Mémoire de Géométrie (partie I) », Journal de mathématiques pures et appliquées,‎ 1844, p. 20-26 (lire en ligne)
    - Auguste Miquel, « Mémoire de Géométrie (partie II) », Journal de mathématiques pures et appliquées,‎ 1845, p. 347-350 (lire en ligne)
    - Auguste Miquel, « Mémoire de Géométrie (partie III) », Journal de mathématiques pures et appliquées,‎ 1846, p. 65-73 (lire en ligne)
- En sciences sociales
  - Aug. Miquel, De l'organisation du corps social, Toulouse, imprimerie d'Aug. de Labouisse-Rochefort, 1844 (lire en ligne)
  - Aug. Miquel, De l'organisation du corps social (livre second), Toulouse, imprimerie d'Aug. de Labouisse-Rochefort, 1845 (lire en ligne)